# Arteria frénica inferior
La arteria frénica inferior es una arteria que se origina en la cara anterior de la arteria aorta por encima del tronco celíaco. Presenta una alta variabilidad en su nacimiento.

## Trayecto
Según Anatomía de Gray, puede nacer como un tronco común desde la aorta o el tronco celíaco que luego se divide en ramas derecha e izquierda, o bien como dos arterias separadas directamente desde la parte frontal de la aorta por encima del tronco celíaco. A veces una nace de la aorta y la otra de una de las arterias renales; raramente nacen como vasos separados desde la aorta.
Se separan la una de la otra a través de los pilares del diafragma, y luego discurren oblicuamente hacia arriba y hacia fuera sobre su superficie inferior.
- La frénica izquierda discurre tras el esófago, y se dirige hacia delante por el lado izquierdo del hiato esofágico.
- La frénica derecha discurre tras la vena cava inferior, y a lo largo del lado derecho del foramen de la vena cava.

Cerca de la parte posterior del centro tendinoso del diafragma cada vaso se divide en ramas medial y lateral.
- La rama medial se curva hacia adelante, y se anastomosa con su compañera en el lado opuesto, y con las arterias musculofrénica y pericardiofrénica.
- La rama lateral discurre hacia el lado del tórax, y se anastomosa con las arterias intercostales posteriores y con la musculofrénica. La rama lateral de la frénica derecha emite unos pocos vasos hacia la vena cava inferior, y, la de la izquierda, algunas ramas hacia el esófago.

Cada vaso emite ramas suprarrenales superiores hacia la glándula suprarrenal de su lado. El bazo y el hígado también reciben unas pocas ramas pequeñas desde los vasos derecho e izquierdo respectivamente.

## Ramas
Según el Diccionario enciclopédico ilustrado de medicina Dorland, 27ª edición, emite las siguientes ramas:
Ramas colaterales:
- Arteria frénica derecha. Se ramifica a su vez en ramas para el diafragma, parte posterior del centro tendinoso del diafragma o centro frénico y glándula suprarrenal (arterias suprarrenales superiores).[1]
- Arteria frénica izquierda. Da ramas diafragmáticas y las arterias suprarrenales superiores izquierdas.[1]

Ramas terminales:
- Ramas posteriores.[1]
- Ramas anteriores.[1]

## Ramas en la Terminología Anatómica
La Terminología Anatómica indica las siguientes ramas:
A12.2.12.003 Arterias suprarrenales superiores （arteriae suprarenales superiores).

## Distribución
Se distribuye hacia el diafragma y la glándula suprarrenal.